# Primera División 2013-2014 (Cile)
La Primera División 2013-2014, denominata Campeonato Nacional Scotiabank per motivi di sponsorizzazione, è la 83ª edizione del massimo campionato calcistico cileno.

## Formula
Il campionato, comprendente 18 squadre, si svolge con la formula di Apertura e Clausura. Entrambi i tornei stagionali assegnano il titolo di campione nazionale.

## Squadre 2013-14
| Club                 | Città                   | Stadio                              |
| -------------------- | ----------------------- | ----------------------------------- |
| Audax Italiano       | La Florida, Santiago    | Estadio Bicentenario de La Florida  |
| Cobreloa             | Calama                  | Estadio Municipal de Calama         |
| Cobresal             | El Salvador             | Estadio El Cobre                    |
| Colo-Colo            | Macul, Santiago         | Estadio Monumental David Arellano   |
| Dep. Antofagasta     | Antofagasta             | Estadio Regional de Antofagasta     |
| Dep. Iquique         | Iquique                 | Estadio Tierra de Campeones         |
| Everton              | Viña del Mar            | Estadio Sausalito                   |
| Huachipato           | Talcahuano              | Estadio CAP                         |
| Ñublense             | Chillán                 | Estadio Nelson Oyarzún Arenas       |
| O'Higgins            | Rancagua                | Estadio El Teniente                 |
| Palestino            | La Cisterna, Santiago   | Estadio Municipal de La Cisterna    |
| Rangers de Talca     | Talca                   | Estadio Fiscal de Talca             |
| Santiago Wanderers   | Valparaíso              | Estadio Elías Figueroa Brander      |
| Unión Española       | Independencia, Santiago | Estadio Santa Laura-Universidad SEK |
| Unión La Calera      | La Calera               | Estadio Municipal Nicolás Chahuán   |
| Universidad Católica | Las Condes, Santiago    | Estadio San Carlos de Apoquindo     |
| Univ. de Concepción  | Concepción              | Estadio Municipal de Concepción     |
| Universidad de Chile | Ñuñoa, Santiago         | Estadio Nacional de Chile           |

## Torneo Apertura
Il torneo di Apertura è stato vinto dal O'Higgins.

### Classifica
|                 | Pos. | Squadra              | Pt | G  | V  | N | P  | GF | GS | DR  |
| --------------- | ---- | -------------------- | -- | -- | -- | - | -- | -- | -- | --- |
| Cile (bandiera) | 1    | O'Higgins            | 39 | 17 | 12 | 3 | 2  | 28 | 13 | +15 |
| Liguilla        | 2    | Universidad Católica | 39 | 17 | 12 | 3 | 2  | 37 | 13 | +24 |
|                 | 3    | Unión Española       | 28 | 17 | 9  | 1 | 7  | 21 | 15 | +6  |
| Liguilla        | 4    | Universidad de Chile | 27 | 17 | 7  | 6 | 4  | 31 | 16 | +15 |
| Liguilla        | 5    | Palestino            | 27 | 17 | 8  | 3 | 6  | 26 | 26 | 0   |
| Liguilla        | 6    | Dep. Iquique         | 26 | 17 | 7  | 5 | 5  | 22 | 21 | +1  |
|                 | 7    | Ñublense             | 24 | 17 | 7  | 3 | 7  | 28 | 28 | 0   |
|                 | 8    | Colo-Colo            | 24 | 17 | 7  | 3 | 7  | 22 | 23 | -1  |
|                 | 9    | Cobresal             | 24 | 17 | 7  | 3 | 7  | 18 | 25 | -7  |
|                 | 10   | Cobreloa             | 23 | 17 | 6  | 5 | 6  | 19 | 18 | +1  |
|                 | 11   | Dep. Antofagasta     | 23 | 17 | 6  | 5 | 6  | 18 | 22 | -4  |
|                 | 12   | Univ. de Concepción  | 22 | 17 | 5  | 7 | 5  | 21 | 19 | +2  |
|                 | 13   | Santiago Wanderers   | 21 | 17 | 5  | 6 | 6  | 20 | 25 | -5  |
|                 | 14   | Audax Italiano       | 17 | 17 | 4  | 5 | 8  | 23 | 25 | -2  |
|                 | 15   | Everton              | 16 | 17 | 5  | 1 | 11 | 16 | 29 | -13 |
|                 | 16   | Unión La Calera      | 15 | 17 | 3  | 6 | 8  | 15 | 24 | -9  |
|                 | 17   | Rangers de Talca     | 15 | 17 | 4  | 3 | 10 | 20 | 32 | -12 |
|                 | 18   | Huachipato           | 13 | 17 | 3  | 4 | 10 | 9  | 20 | -11 |

- Il O'Higgins si qualifica alla Coppa Libertadores 2014.
- Universidad Católica, Universidad de Chile, Palestino e Deportes Iquique si qualifica alla Liguilla.

### Finale
| Arbitro: | Jorge Osorio |

|               |           |  |
| Hernández 34’ | Marcatori |  |

### Liguilla Apertura
Si qualificano le squadre classificate dal 2º al 5º posto del Torneo Apertura, la vincente ottiene la qualificazione alla Coppa Libertadores 2014.
|  | Semifinali           | Semifinali           | Semifinali | Semifinali | Semifinali |  |  | Finale               | Finale               | Finale | Finale | Finale |  |
|  |                      |                      |            |            |            |  |  |                      |                      |        |        |        |  |
|  | Universidad Católica | Universidad Católica | 2          | 2          | 3 (2)      |  |  |                      |                      |        |        |        |  |
|  | Dep. Iquique (dtr)   | Dep. Iquique (dtr)   | 1          | 1          | 3 (3)      |  |  | Dep. Iquique         | Dep. Iquique         | 0      | 1      | 1      |  |
|  | Universidad de Chile | Universidad de Chile | 1          | 1          | 2          |  |  | Universidad de Chile | Universidad de Chile | 0      | 4      | 4      |  |
|  | Palestino            | Palestino            | 3          | 1          | 4          |  |  |                      |                      |        |        |        |  |

### Classifica marcatori
Fonte: 
| Gol |  |  | Giocatore             | Squadra              |
| --- |  |  | --------------------- | -------------------- |
| 11  |  |  | Luciano Vázquez       | Ñublense             |
| 9   |  |  | Pablo Calandria       | O'Higgins            |
| 9   |  |  | Ismael Sosa           | Universidad Católica |
| 8   |  |  | Roberto Gutiérrez     | Palestino            |
| 7   |  |  | Javier Elizondo       | Dep. Antofagasta     |
| 7   |  |  | Sebastián Pol         | Santiago Wanderers   |
| 7   |  |  | Sebastián Jaime       | Unión Española       |
| 6   |  |  | Álvaro Navarro        | Cobresal             |
| 6   |  |  | Pedro Pablo Hernández | O'Higgins            |
| 6   |  |  | Nicolás Castillo      | Universidad Católica |
| 6   |  |  | Charles Aránguiz      | Universidad de Chile |
| 6   |  |  | Patricio Rubio        | Universidad de Chile |
| 6   |  |  | Gabriel Vargas        | Univ. de Concepción  |
| 5   |  |  | Manuel Villalobos     | Dep. Iquique         |
| 5   |  |  | Ángel Rojas           | Everton              |
| 5   |  |  | Esteban Ciaccheri     | Rangers de Talca     |
| 5   |  |  | Mauricio Gómez        | Rangers de Talca     |
| 5   |  |  | Matías Donoso         | Santiago Wanderers   |
| 5   |  |  | Rodrigo Gattas        | Unión La Calera      |
| 5   |  |  | José Luis Muñoz       | Universidad Católica |
| 5   |  |  | Michael Ríos          | Universidad Católica |
| 5   |  |  | Diego Ruiz            | Univ. de Concepción  |

## Torneo Clausura
Il torneo di Clausura è stato vinto dal Colo-Colo.

### Classifica
|                 | Pos. | Squadra              | Pt | G  | V  | N | P  | GF | GS | DR  |
| --------------- | ---- | -------------------- | -- | -- | -- | - | -- | -- | -- | --- |
| Cile (bandiera) | 1    | Colo-Colo            | 42 | 17 | 13 | 3 | 1  | 45 | 20 | +25 |
|                 | 2    | Universidad Católica | 33 | 17 | 10 | 3 | 4  | 32 | 19 | +13 |
|                 | 3    | O'Higgins            | 30 | 17 | 8  | 6 | 3  | 20 | 12 | +8  |
| Liguilla        | 4    | Univ. de Concepción  | 27 | 17 | 7  | 6 | 4  | 20 | 17 | +3  |
| Liguilla        | 5    | Palestino            | 26 | 17 | 7  | 5 | 5  | 25 | 20 | +5  |
|                 | 6    | Huachipato           | 25 | 17 | 7  | 4 | 6  | 31 | 28 | +3  |
|                 | 7    | Dep. Iquique         | 25 | 17 | 8  | 1 | 8  | 23 | 24 | -1  |
| Liguilla        | 8    | Cobreloa             | 22 | 17 | 6  | 4 | 7  | 21 | 22 | -1  |
|                 | 9    | Unión Española       | 22 | 17 | 6  | 4 | 7  | 25 | 34 | -9  |
| Liguilla        | 10   | Cobresal             | 21 | 17 | 6  | 3 | 8  | 23 | 25 | -2  |
|                 | 11   | Dep. Antofagasta     | 21 | 17 | 5  | 6 | 6  | 19 | 23 | -4  |
|                 | 12   | Universidad de Chile | 20 | 17 | 6  | 2 | 9  | 27 | 27 | 0   |
|                 | 13   | Unión La Calera      | 20 | 17 | 6  | 2 | 9  | 21 | 28 | -7  |
|                 | 14   | Audax Italiano       | 19 | 17 | 4  | 7 | 6  | 22 | 22 | 0   |
|                 | 15   | Santiago Wanderers   | 19 | 17 | 5  | 4 | 8  | 22 | 24 | -2  |
|                 | 16   | Everton              | 19 | 17 | 5  | 4 | 8  | 16 | 27 | -11 |
|                 | 17   | Ñublense             | 17 | 17 | 5  | 2 | 10 | 21 | 30 | -9  |
|                 | 18   | Rangers de Talca     | 16 | 17 | 4  | 4 | 9  | 15 | 26 | -11 |

- Il Colo Colo si qualifica alla Coppa Libertadores 2015.
- Universidad de Concepción, Palestino, Cobreloa e Cobresal si qualifica alla Liguilla.

### Liguilla Clausura
Si qualificano le squadre classificate dal 2º al 5º posto del Torneo Clausura, la vincente ottiene la qualificazione alla Coppa Sudamericana 2014.
|  | Semifinali          | Semifinali          | Semifinali | Semifinali | Semifinali |  |  | Finale    | Finale    | Finale | Finale | Finale |  |
|  |                     |                     |            |            |            |  |  |           |           |        |        |        |  |
|  | Univ. de Concepción | Univ. de Concepción | 0          | 0          | 0          |  |  |           |           |        |        |        |  |
|  | Cobresal            | Cobresal            | 2          | 3          | 5          |  |  | Palestino | Palestino | 0      | 2      | 2      |  |
|  | Palestino           | Palestino           | 1          | 0          | 1          |  |  | Cobresal  | Cobresal  | 2      | 1      | 3      |  |
|  | Cobreloa            | Cobreloa            | 4          | 0          | 4          |  |  |           |           |        |        |        |  |

### Classifica marcatori
Fonte: 
| Gol |  |  | Giocatore         | Squadra              |
| --- |  |  | ----------------- | -------------------- |
| 16  |  |  | Esteban Paredes   | Colo-Colo            |
| 13  |  |  | David Llanos      | Colo-Colo            |
| 11  |  |  | Patricio Rubio    | Universidad de Chile |
| 10  |  |  | Leandro Benegas   | Unión La Calera      |
| 9   |  |  | Gustavo Canales   | Unión Española       |
| 8   |  |  | Felipe Flores     | Colo-Colo            |
| 8   |  |  | Luciano Vázquez   | Ñublense             |
| 8   |  |  | Carlos Salom      | Unión Española       |
| 7   |  |  | Felipe Mora       | Audax Italiano       |
| 7   |  |  | Gabriel Méndez    | Cobreloa             |
| 7   |  |  | Ever Cantero      | Cobresal             |
| 7   |  |  | Manuel Villalobos | Dep. Iquique         |
| 7   |  |  | Gastón Cellerino  | Santiago Wanderers   |
| 7   |  |  | Darío Bottinelli  | Universidad Católica |
| 6   |  |  | Javier Elizondo   | Dep. Antofagasta     |
| 6   |  |  | Matías Donoso     | Everton              |
| 6   |  |  | Lucas Simón       | Huachipato           |
| 6   |  |  | Álvaro Ramos      | Universidad Católica |
| 5   |  |  | Gerson Martínez   | Dep. Iquique         |
| 5   |  |  | Francisco Arrué   | Huachipato           |
| 5   |  |  | Sebastián Varas   | Ñublense             |
| 5   |  |  | Mauricio Gómez    | Rangers de Talca     |
| 5   |  |  | Leonardo Valencia | Santiago Wanderers   |
| 5   |  |  | Leonardo Monje    | Univ. de Concepción  |

## Piazzamenti nelle coppe e retrocessioni

### Classifica complessiva
|  | Pos. | Squadra              | Pt | G  | V  | N  | P  | GF | GS | DR  |
|  | ---- | -------------------- | -- | -- | -- | -- | -- | -- | -- | --- |
|  | 1.   | Universidad Católica | 72 | 34 | 22 | 6  | 6  | 69 | 32 | +37 |
|  | 2.   | O'Higgins            | 69 | 34 | 20 | 9  | 5  | 48 | 25 | +23 |
|  | 3.   | Colo-Colo            | 66 | 34 | 20 | 6  | 8  | 67 | 43 | +24 |
|  | 4.   | Palestino            | 53 | 34 | 15 | 8  | 11 | 51 | 46 | +5  |
|  | 5.   | Dep. Iquique         | 51 | 34 | 15 | 6  | 13 | 45 | 45 | 0   |
|  | 6.   | Unión Española       | 50 | 34 | 15 | 5  | 14 | 46 | 49 | -3  |
|  | 7.   | Univ. de Concepción  | 49 | 34 | 12 | 13 | 9  | 41 | 36 | +5  |
|  | 8.   | Universidad de Chile | 47 | 34 | 13 | 8  | 13 | 58 | 43 | +15 |
|  | 9.   | Cobreloa             | 45 | 34 | 12 | 9  | 13 | 40 | 40 | 0   |
|  | 10.  | Cobresal             | 45 | 34 | 13 | 6  | 15 | 41 | 50 | -9  |
|  | 11.  | Dep. Antofagasta     | 44 | 34 | 11 | 11 | 12 | 37 | 45 | -8  |
|  | 12.  | Ñublense             | 41 | 34 | 12 | 5  | 18 | 49 | 57 | -8  |
|  | 13.  | Santiago Wanderers   | 40 | 34 | 10 | 10 | 14 | 42 | 49 | -7  |
|  | 14.  | Huachipato           | 38 | 34 | 10 | 8  | 16 | 40 | 48 | -8  |
|  | 15.  | Audax Italiano       | 36 | 34 | 8  | 12 | 14 | 45 | 47 | -2  |
|  | 16.  | Unión La Calera      | 35 | 34 | 9  | 8  | 17 | 36 | 52 | -16 |
|  | 17.  | Everton              | 35 | 34 | 10 | 5  | 19 | 32 | 56 | -24 |
|  | 18.  | Rangers de Talca     | 31 | 34 | 8  | 7  | 19 | 35 | 58 | -23 |

### Verdetti
- Qualificate alla Coppa Libertadores 2013:

 Unión Española - Campione Torneo Transición
 O'Higgins - Campione Torneo Apertura
 Universidad de Chile - 1º posto nella Liguilla Apertura
- Qualificate alla Coppa Libertadores 2014:

 Colo-Colo - Campione Torneo Clausura
- Qualificate alla Coppa Sudamericana 2014:

 Universidad Católica
 Dep. Iquique
 Huachipato
 Cobresal
- Retrocesse in Primera B:

 Everton
 Rangers de Talca